# Hlöðufell

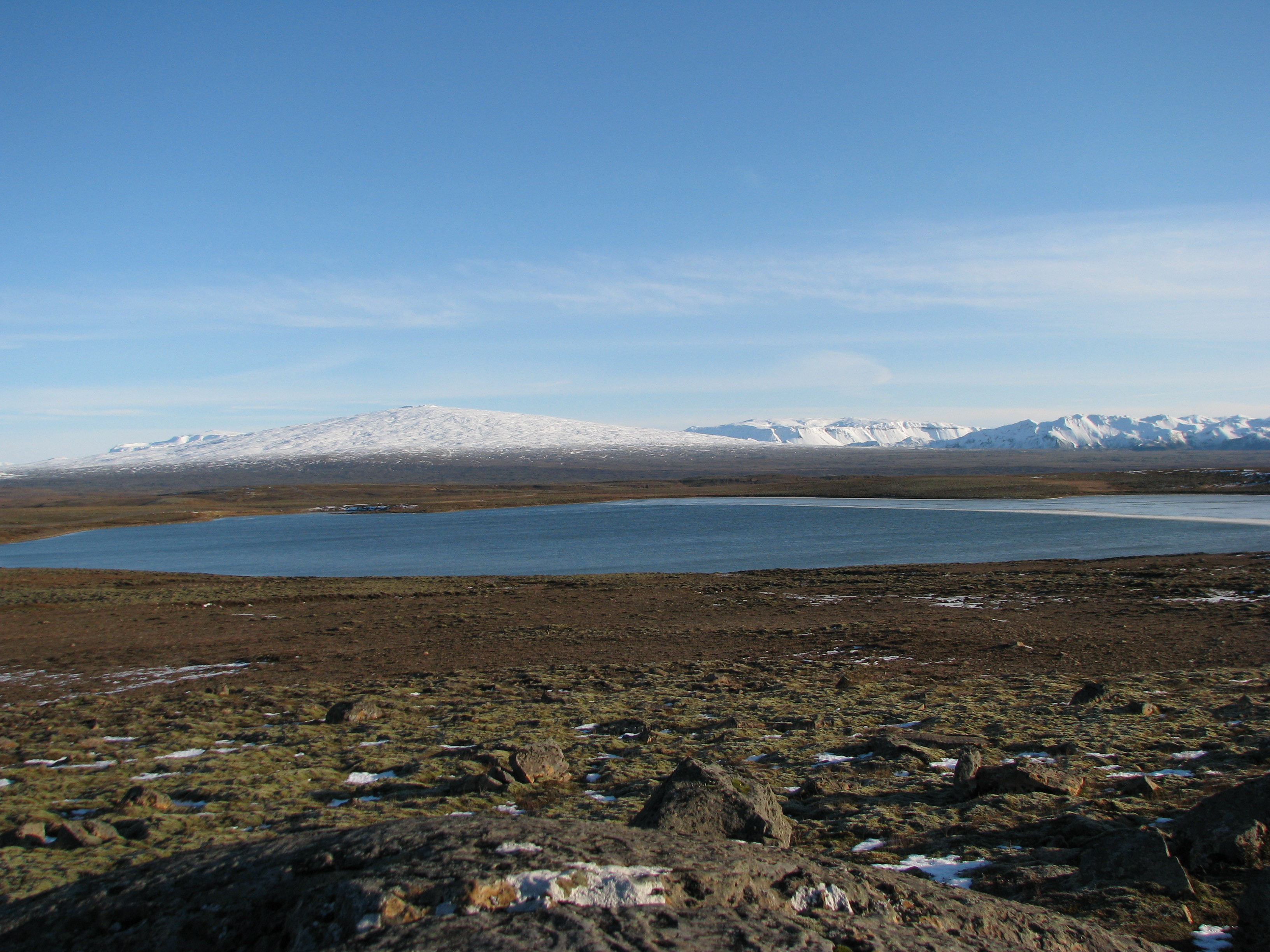
Imagem do vulcão Hlöðufell, ao fundo, e o lago Uxavatn.

Hlöðufell é um vulcão em escudo, localizado cerca de 10 km a sudoeste de Langjökull, Islândia. Hlöðufell está a 1188 metros acima do nível do mar, e foi formado da lava quando da erupção do Langjökull durante o Pleistoceno.